# Oulan-Bator
Cette page contient des caractères spéciaux ou non latins. S’ils s’affichent mal (▯, ?, etc.), consultez la page d’aide Unicode.
Ne doit pas être confondu avec Oulan-Oudé.
Pour les articles homonymes, voir Ulan Bator (homonymie).
Oulan-Bator (en API Khalkha : [ʊˌɮaˑmˈpaːʰtɐr], cyrillique : Улаанбаатар; « Héros rouge ») est la capitale de la Mongolie. Elle en est à la fois le centre politique, économique, industriel, scientifique et culturel. Administrativement, elle a le statut, unique dans le pays, de municipalité, comparable à celui de province (aïmag). Avec 1,6 million d'habitants, elle est la plus grande ville de Mongolie.
La ville, qui s'étire d'est en ouest au fond de la vallée de la rivière Toula, sur une vingtaine de kilomètres, rassemble près de la moitié de la population du pays. La vie à Oulan-Bator a été bouleversée par l'afflux de nomades venus de la steppe : en 2011, l'exode rural avait déjà poussé vers UB (le surnom que donnent les Mongols à leur capitale) plus de 500 000 personnes. Oulan-Bator est classée deuxième parmi les villes les plus polluées au monde par l'OMS.

## Nom

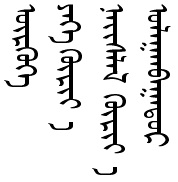
örgöö, Ikh khüree, Niislel khüree, Ulaanbataar

La cité changea plusieurs fois de nom dans son histoire ; à sa création en 1639, örgöö (ᠥᠷᠭᠦᠭᠡ/Өргөө) (qui donne la traduction célèbre Ourga), en 1651, Nomyn khüree (ᠨᠣᠮ ᠤᠨ ᠬᠦᠷᠢᠶᠡᠨ/Номын хүрээ), en 1706 Ikh khüree (ᠶᠡᠬᠡ ᠬᠦᠷᠢᠶᠡᠨ/Их хүрээ), en 1912 Niislel khüree (ᠨᠡᠶᠢᠰᠯᠡᠯ ᠬᠦᠷᠢᠶᠡᠨ/Нийслэл хүрээ) et enfin en 1924, le nom actuel, Ulaanbaatar (ᠤᠯᠠᠭᠠᠨᠪᠠᠭᠠᠲᠤᠷ/Улаанбаатар, signifiant « héros rouge » en référence au révolutionnaire communiste, Damdin Sükhbaatar).

## Histoire
L'histoire de la création d'Oulan-Bator, est intimement liée à la vie politique de la Mongolie au XVIIe siècle. L'État mandchou, qui prospérait au milieu du XVIIe siècle à l'est de la Mongolie et occupa le sud de la Mongolie en 1636, menaçait d'envahir Khalkha et l'ouest de la Mongolie. Dans le but de continuer une politique centralisée en Mongolie, Gombodorji (1594 - 1655), le Khan des Tüsheet, l'un des trois Khans Khalkha, nomma son fils Zanabazar à la tête de la religion bouddhiste en Mongolie. Zanabazar fut nommé Jebtsundamba Khutuktu (nom d'une lignée de réincarnations bouddhistes, dont le 8e et dernier sera proclamé roi de Mongolie entre 1911 et 1924 ; il s'agit de la réincarnation du moine Jonangpa Taranatha) par le chuulgan (assemblée) des rois khalkha et des noyods (seigneurs) tenue à Tsagaan Nuur en 1639.
En 1639, Zanabazar, fonda dans l'actuelle province d'Övörhangay un monastère nomade appelé Da-Khüriye, où da signifie « grand » en chinois et khüriye (khüree en mongol moderne) désignait autrefois le campement organisé en cercle autour de la yourte d'un chef. Ce bâtiment fut détruit au début du XVIIIe siècle par les Dzoungars (ou Jüüngar, des Mongols de Dzoungarie). Il fut reconstruit et changea seize fois de place entre 1719 et 1778, année durant laquelle il se fixa près de la rivière Toula, au nord du Bogd Uul, la « Montagne sacrée ». Résidence permanente des Jebtsundamba Khutuktu, il devint le noyau d'une cité que les Occidentaux connurent sous le nom d'Ourga. C'est une déformation, par l'intermédiaire du russe, du nom mongol örgöö (ᠥᠷᠭᠦᠭᠡ/Өргөө), « résidence d'un prince, palais ». Ce terme n'a rien à voir avec l’urga, perche-lasso utilisée par les éleveurs pour attraper leurs animaux.
Durant les deux siècles qui suivirent, la Mongolie fut sous domination mandchoue. Située sur la route du thé entre la Chine et la Russie, Ourga devint au XIXe siècle un important centre administratif et commercial, avec une population d'environ 50 000 habitants. Une centaine de temples (süm) et de monastères (khiid) y furent construits. Il n'en reste maintenant que quelques-uns. On peut citer le monastère de Gandan, datant de 1840, qui est resté en service jusqu'à aujourd'hui et qui est le siège d'une importante université bouddhique. Entre 1893 et 1903, le 8e Jebtsundamba Khutuktu, qui portait le titre de Bogdo gegen, se fit construire un palais au sud de la cité, pour y séjourner durant l'hiver. Il est aujourd'hui devenu un musée. Le palais d'été du Bogdo gegen a été totalement détruit. Pour son frère cadet, le Choijin lama, un monastère fut construit entre 1903 et 1906. Aujourd'hui, c'est également un musée.

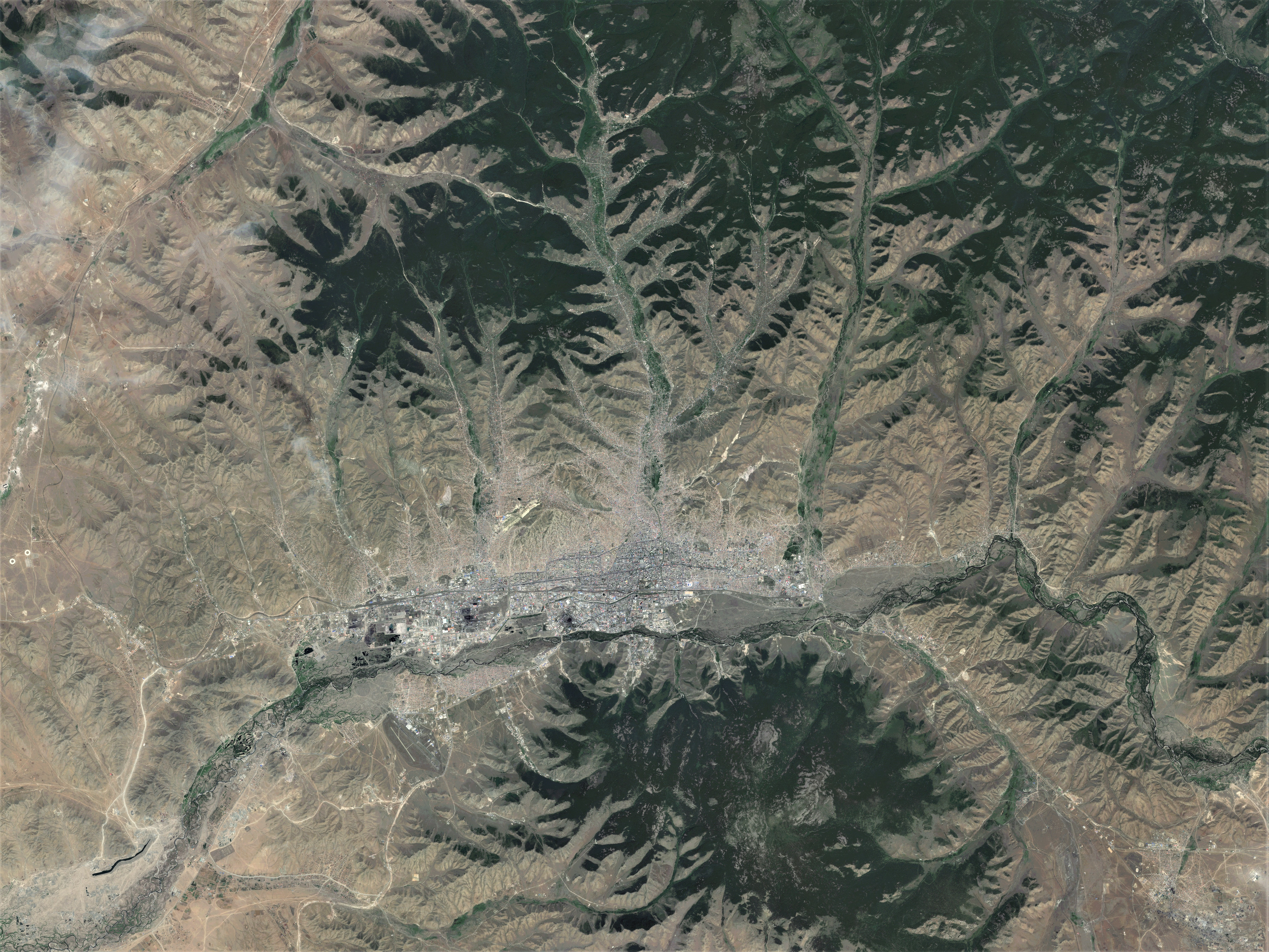
Oulan-Bator vu par le satellite Sentinel-2.

La Mongolie proclama son autonomie en 1911 et la ville devint la capitale d'un régime bouddhiste dont le Bogdo gegen était le monarque avec le titre de Bogdo Khan. Elle fut appelée Niislel Khüree (Нийслэл Хүрээ), où niislel signifie « capitale ». Les premiers essais de modernisation de la Mongolie y furent organisés. Le Bouriate Djamtsarano tenta d'y ouvrir une première école laïque en 1913 mais se heurta à l'opposition du clergé bouddhique.
Ourga resta la capitale de la Mongolie après la mort du Bogdo Khan le 26 novembre 1924, mais, en tant que capitale de la nouvelle République populaire mongole, elle fut rebaptisée Ulaanbaatar (« Héros rouge » en mongol) en l'honneur du héros national et dirigeant communiste Damdin Sükhbaatar (« Héros à la Hache »), mort le 20 février 1923. Une statue de ce dernier est visible sur la place centrale de la ville. La théocratie fut abolie, la Mongolie devint une république populaire et il fut interdit de rechercher la réincarnation du Bogdo Gegen. La 9e réincarnation du Bogdo Gegen fut cependant découverte au Tibet à Lhassa. Au moment de l'invasion chinoise du Tibet, le 9e Bogdo Gegen s'exila en Inde. Il vit actuellement à Dharamsala où il notamment été nommé chef de l'école Jonangpa par le 14e dalaï-lama.
Au début du XIXe siècle, près de 60 % des habitants vivaient dans des yourtes blanches entourées de palissades. Ces quartiers étaient privés des commodités les plus élémentaires, dont l'eau courante et des sanitaires. Comme dans d'autres bidonvilles, le taux de criminalité y était élevé, alimenté par l'alcoolisme, la misère et le désespoir. À partir des années 1930, les Russes entreprirent une urbanisation à la manière soviétique. Les habitants furent transférés dans des immeubles, mais beaucoup conservèrent leurs yourtes et leurs animaux (on dénombrait plus de 3 500 chevaux). Ils préféraient retourner dans leurs anciennes demeures durant l'hiver. C'est à cette époque que la quasi-totalité des édifices religieux ont été rasés. L'exode rural a contribué à maintenir l'existence de quartiers de yourtes, mais les habitants remplacent de plus en plus leur tentes par des cabanes en bois. L'enrichissement d'une petite partie de la population, grâce à l'économie de marché, entraîne la construction de maisons individuelles en dur.
Le 14e dalaï-lama, vénéré par la population mongole, visita cinq fois Oulan-Bator. Lors de sa première visite en septembre 1991, 700 000 personnes avaient convergé vers la ville pour l'accueillir. La dernière visite du dalaï-lama en Mongolie remonte à août 2006. La venue du lauréat du Prix Nobel de la paix 1989 couronne une année de célébration pour la Mongolie, qui a fêté, en juillet 2006, les 800 ans de la création par Gengis Khan de l’État mongol. Dans les traces de ses prédécesseurs, le 14e dalaï-lama a donné une conférence dans la capitale mongole devant 10 000 personnes, au cours de laquelle il a notamment déclaré que « l’héritage bouddhiste du Tibet a aidé son peuple au cours des hauts et des bas de son histoire ».

## Géographie
Oulan-Bator est située à 522 km au sud-sud-est d'Irkoutsk, en Russie, à 1 170 km au nord-ouest de Pékin, à 1 557 km à l'est-nord-est d'Ürümqi, en Chine, et à 4 635 km à l'est-sud-est de Moscou.
La ville est construite le long de la rivière Toula, un cours d'eau appartenant au sous-bassin de la Selenga. Au sud-est de la ville se trouve le Choybalsan Uul, un petit massif régional culminant à 2 261 m et appartenant aux monts  Khentii. Ce dernier ensemble montagneux, plus important, limite la vallée de la Toula au nord et se poursuit jusqu'en Russie.

## Subdivisions administratives
Oulan-Bator et ses environs forment une unité administrative indépendante (nom officiel : Ulsyn niislel - « Capitale de l'État »), divisée en 9 districts (duureg) divisés en quartiers (khoroo).
| Düüreg            | Khoroos | Habitants, (01/01/2015) | Superficie (km2) | Densité (hab./km2) | Carte |
| ----------------- | ------- | ----------------------- | ---------------- | ------------------ | ----- |
| Bayangol          | 23      | 208 898                 | 29,5             | 7 081              |       |
| Chingeltei        | 19      | 159 514                 | 89,3             | 1 786              |       |
| Sükhbaatar        | 20      | 136 424                 | 208,4            | 655                |       |
| Khan-Uul          | 16      | 138 368                 | 484,7            | 286                |       |
| Songino Khairkhai | 32      | 295 827                 | 1 200,6          | 246                |       |
| Bayanzürkh        | 28      | 308 672                 | 1 244,1          | 248                |       |
| Baganuur          | 5       | 28 333                  | 620,2            | 46                 |       |
| Nalaykh           | 7       | 34 547                  | 687,6            | 50                 |       |
| Bagakhangai       | 2       | 3 903                   | 140,0            | 28                 |       |
| Total             | 152     | 1 314 486               | 4 704,4          | 279                |       |

## Économie
Au cours des dernières années, la croissance économique de la ville était de 5 à 8 %. Depuis 1995, le produit intérieur brut ainsi que le revenu par habitant sont en constante croissance, l'inflation est contrôlée et l'importance du secteur privé a considérablement augmenté, principalement au sein du secteur informel.
Depuis peu, la ville profite des revenus de l'exploitation des mines de charbon, d'or et de cuivre, situées quelque 550 km plus au sud.

## Démographie
En 2021, la population d'Oulan-Bator était de 1 639 172 habitants, en forte croissance (2 à 3% par an). Cela représente environ 48 % de la population totale du pays.
En 2018, la population d'Oulan-Bator était estimée à 1 444 669 habitants. Elle était de 659 200 habitants en 1998 et de 846 500 habitants en 2002.
Depuis 2003, l'évolution démographique de Oulan-Bator a été (en milliers d’habitants) :
| 2003    | 2004    | 2005    | 2010      | 2017      | 2019      |
| ------- | ------- | ------- | --------- | --------- | --------- |
| 893 437 | 910 984 | 946 906 | 1 131 902 | 1 405 000 | 1 515 593 |

| 2020      | 2021      | - | - | - | - |
| --------- | --------- | - | - | - | - |
| 1 466 125 | 1 672 627 | - | - | - | - |

| Histogramme de l'évolution démographique de Oulan-Bator |           |
| \| 2003 \| 893 437 \| \| 2004 \| 910 984 \| \| 2005 \| 946 906 \| \| 2010 \| 1 131 902 \| \| 2017 \| 1 405 000 \| \| 2019 \| 1 515 593 \| \| 2020 \| 1 466 125 \| \| 2021 \| 1 672 627 \| |           |
| 2003 | 893 437   |
| 2004 | 910 984   |
| 2005 | 946 906   |
| 2010 | 1 131 902 |
| 2017 | 1 405 000 |
| 2019 | 1 515 593 |
| 2020 | 1 466 125 |
| 2021 | 1 672 627 |

Le nombre de salariés enregistrés était respectivement de 209 800 et de 254 200 durant ces mêmes années. L'espérance de vie était de 64,62 ans en 1999 et de 64,95 ans en 2002, soit environ une année de plus que la moyenne nationale.

## Climat
Oulan-Bator est la capitale la plus froide du monde, elle bénéficie d'un climat continental froid et sec (de type Dwc selon la classification de Koppen). L'hiver est froid et long tandis que l'été est bref et frais. La quasi-totalité des précipitations a lieu en été.
| Mois                                        | jan.       | fév.       | mars       | avril      | mai        | juin      | jui.      | août      | sep.       | oct.      | nov.     | déc.       | année      |
| ------------------------------------------- | ---------- | ---------- | ---------- | ---------- | ---------- | --------- | --------- | --------- | ---------- | --------- | -------- | ---------- | ---------- |
| Température minimale moyenne (°C)           | −25,9      | −22,2      | −13,6      | −4,3       | 3,3        | 9,6       | 12,9      | 10,6      | 3,6        | −4,8      | −15,7    | −22,9      | −5,8       |
| Température moyenne (°C)                    | −21,6      | −16,6      | −7,4       | 2          | 10,1       | 15,7      | 18,2      | 16        | 9,6        | 0,5       | −11,9    | −19        | −0,4       |
| Température maximale moyenne (°C)           | −15,6      | −9,6       | −0,7       | 9,7        | 17,8       | 22,5      | 24,5      | 22,3      | 16,7       | 7,6       | −5       | −13,5      | 6,4        |
| Record de froid (°C) date du record         | −42,2 1957 | −42,2 1957 | −38,9 1957 | −26,1 1971 | −16,1 1960 | −3,9 1961 | −0,2 1988 | −2,2 1957 | −13,4 1989 | −22 1976  | −35 1961 | −37,8 1960 | −42,2 1957 |
| Record de chaleur (°C) date du record       | −2,6 1999  | 11,3 2007  | 17,8 1969  | 28 2003    | 33,5 1992  | 38,3 2010 | 39 1988   | 34,9 2007 | 31,5 2010  | 22,5 1987 | 13 1983  | 6,1 1989   | 39 1988    |
| Ensoleillement (h)                          | 176,1      | 204,8      | 265,2      | 262,5      | 299,3      | 269       | 249,3     | 258,3     | 245,7      | 227,5     | 177,4    | 156,4      | 2 791,5    |
| Précipitations (mm)                         | 2          | 3          | 4          | 10         | 21         | 46        | 64        | 70        | 27         | 10        | 6        | 4          | 267        |
| Record de pluie en 24 h (mm) date du record | 6 1973     | 6 2007     | 20 1977    | 14 1979    | 48 1992    | 60 1983   | 47 1993   | 40 1994   | 91 1997    | 17 1984   | 22 1980  | 12 1979    | 91 1997    |
| Nombre de jours avec précipitations         | 0,1        | 0,03       | 0,2        | 2          | 7          | 13        | 16        | 14        | 8          | 2         | 0,2      | 0,2        | 63         |
| Humidité relative (%)                       | 78         | 73         | 61         | 48         | 46         | 54        | 60        | 63        | 59         | 60        | 71       | 78         | 62         |
| Nombre de jours avec neige                  | 8          | 7          | 7          | 7          | 3          | 0,3       | 0,2       | 0,4       | 2          | 6         | 8        | 10         | 59         |
| Nombre de jours d'orage                     | 0,1        | 0,04       | 0,03       | 0,1        | 1          | 5         | 9         | 6         | 1          | 0,03      | 0        | 0,1        | 22         |
| Nombre de jours avec brouillard             | 11         | 9          | 5          | 3          | 1          | 0,4       | 0,3       | 1         | 2          | 4         | 6        | 10         | 53         |

| Diagramme climatique                                  |            |            |           |           |           |            |            |           |           |          |             |
| J                                                     | F          | M          | A         | M         | J         | J          | A          | S         | O         | N        | D           |
| −15,6−25,92                                           | −9,6−22,23 | −0,7−13,64 | 9,7−4,310 | 17,83,321 | 22,59,646 | 24,512,964 | 22,310,670 | 16,73,627 | 7,6−4,810 | −5−15,76 | −13,5−22,94 |
| Moyennes : • Temp. maxi et mini °C • Précipitation mm |            |            |           |           |           |            |            |           |           |          |             |

## Transports

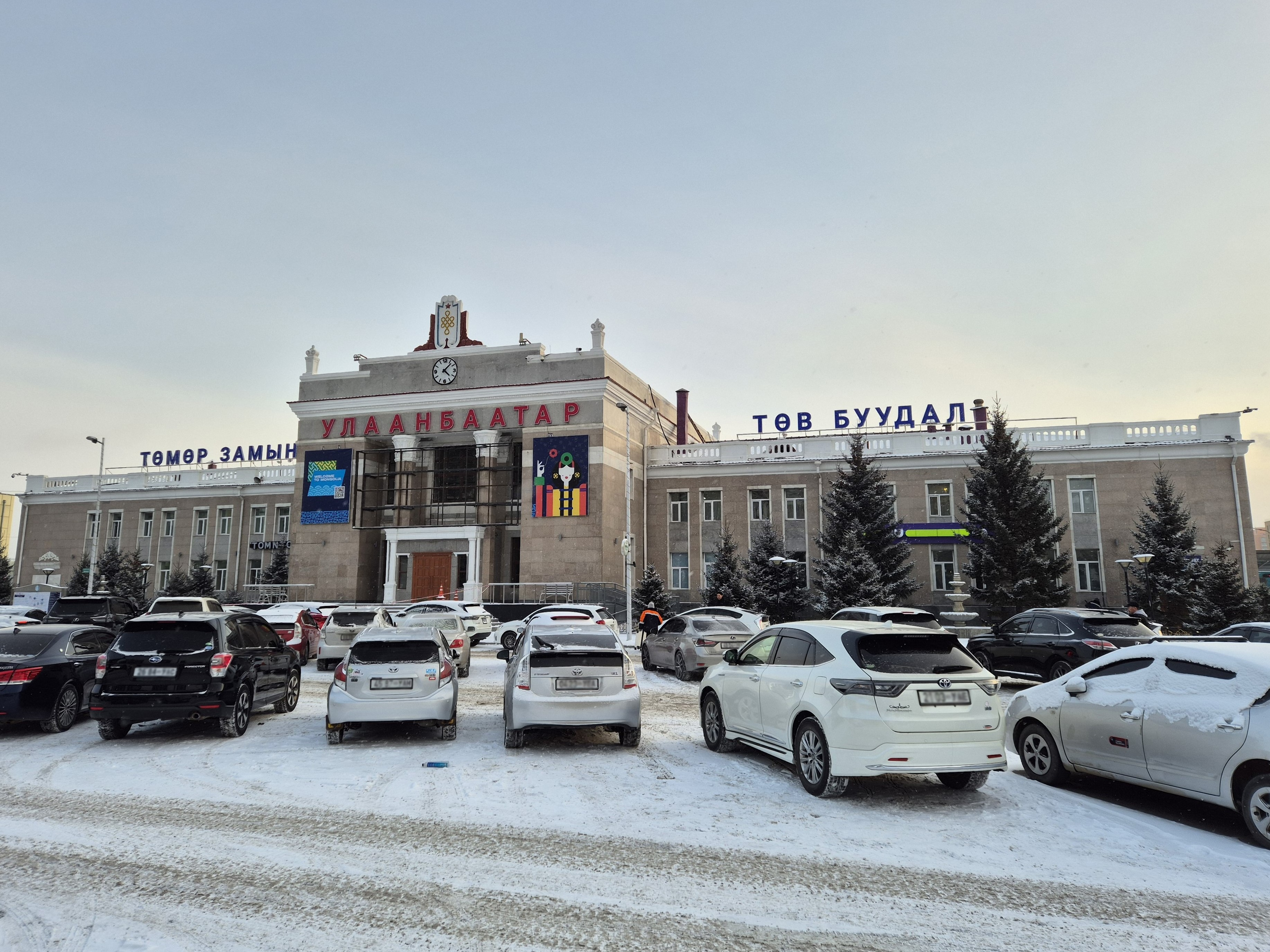
La gare d'Oulan-Bator.

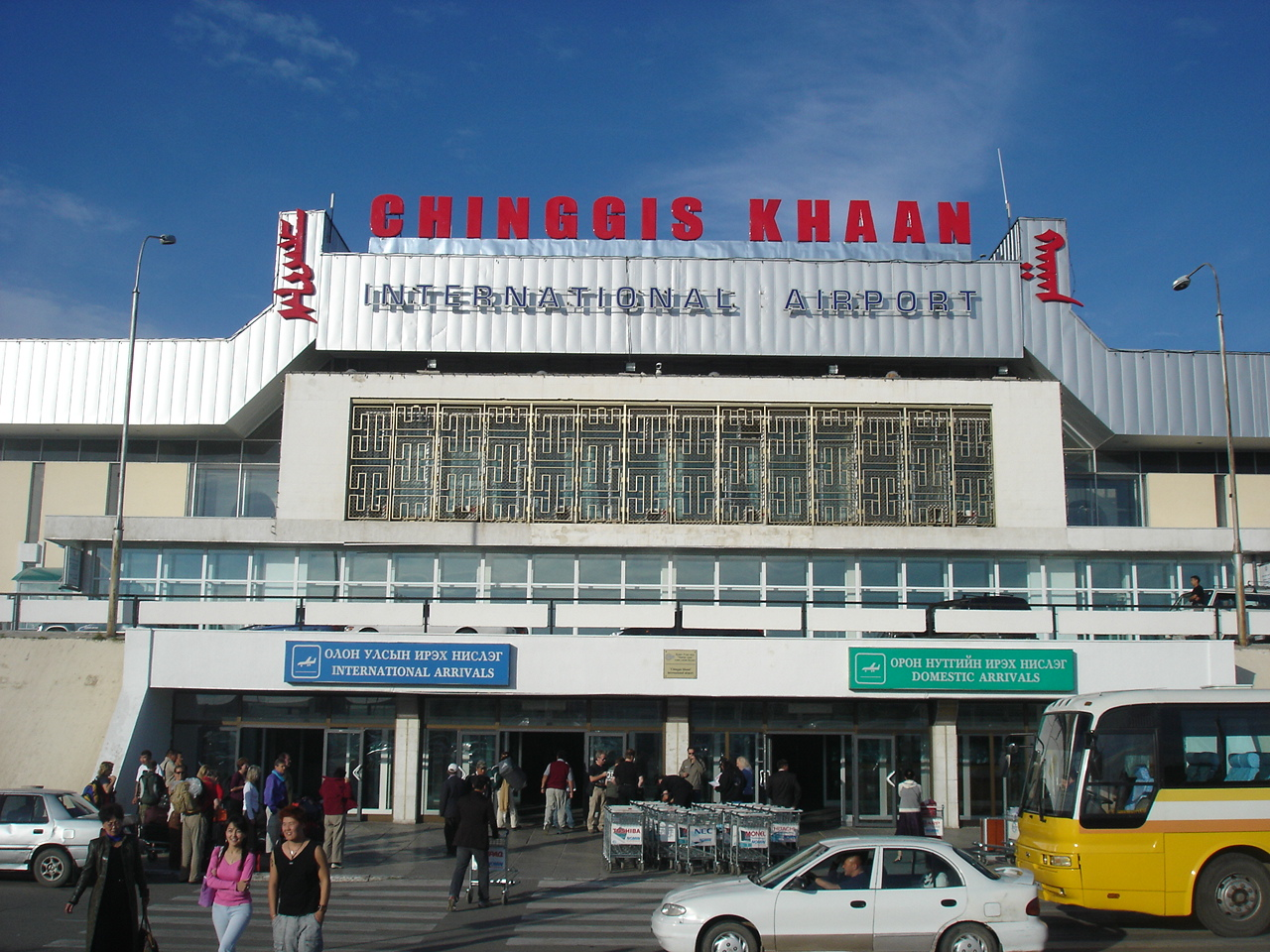
L'aéroport international Gengis-Khan.

### Réseau routier
Oulan-Bator est relié par la route à toutes les principales villes de Mongolie.
Les « routes » sont en fait un réseau de pistes, souvent mauvaises, qui permettent de relier entre elles les villes principales. Un projet de construction d'une route traversant le pays de part en part existe, c'est la « Route du Millénaire », mais ce programme se déroule avec une extrême lenteur. Il n'y a pas de vraies autoroutes en Mongolie.

### Chemin de fer
La gare d'Oulan-Bator est desservie par la branche mongole du Transsibérien : le Transmongol.

### Trolleybus
Depuis 1987, il y a des trolleybus à Oulan-Bator.

### Aéroport et transport aérien
Oulan-Bator est desservi par l'aéroport international Gengis-Khan.  

### Sports
La ville compte plusieurs clubs de football dont le Selenge Press qui évolue dans le championnat de Mongolie de football.
Oulan-Bator  a également accueilli les championnats internationaux d'ultimate frisbee les 25 et 26 juin 2012. L'altitude et les conditions météorologiques sont en effet propices à la pratique de ce sport.

## Patrimoine culturel

### Théâtres et ensembles
- Le théâtre universitaire de l'Opéra et du Ballet de l’État de Mongolie[14].

- Le théâtre académique National de l'Opéra et du Ballet de Mongolie
- L'ensemble académique national de danse et de musique folkloriques
- Le Théâtre de marionnettes d'État de Mongolie
- Le théâtre en mouvement NAURUZ
- L'ensemble Morin Khuur de Mongolie
- The Moon Stone Folk, Ensemble Song & Dance
- Tumen Ekh Ensemble
- Le groupe Khusugtun (en mongol cyrillique : Хөсөгтөн хамтлаг), Khösögtön khamtlag.

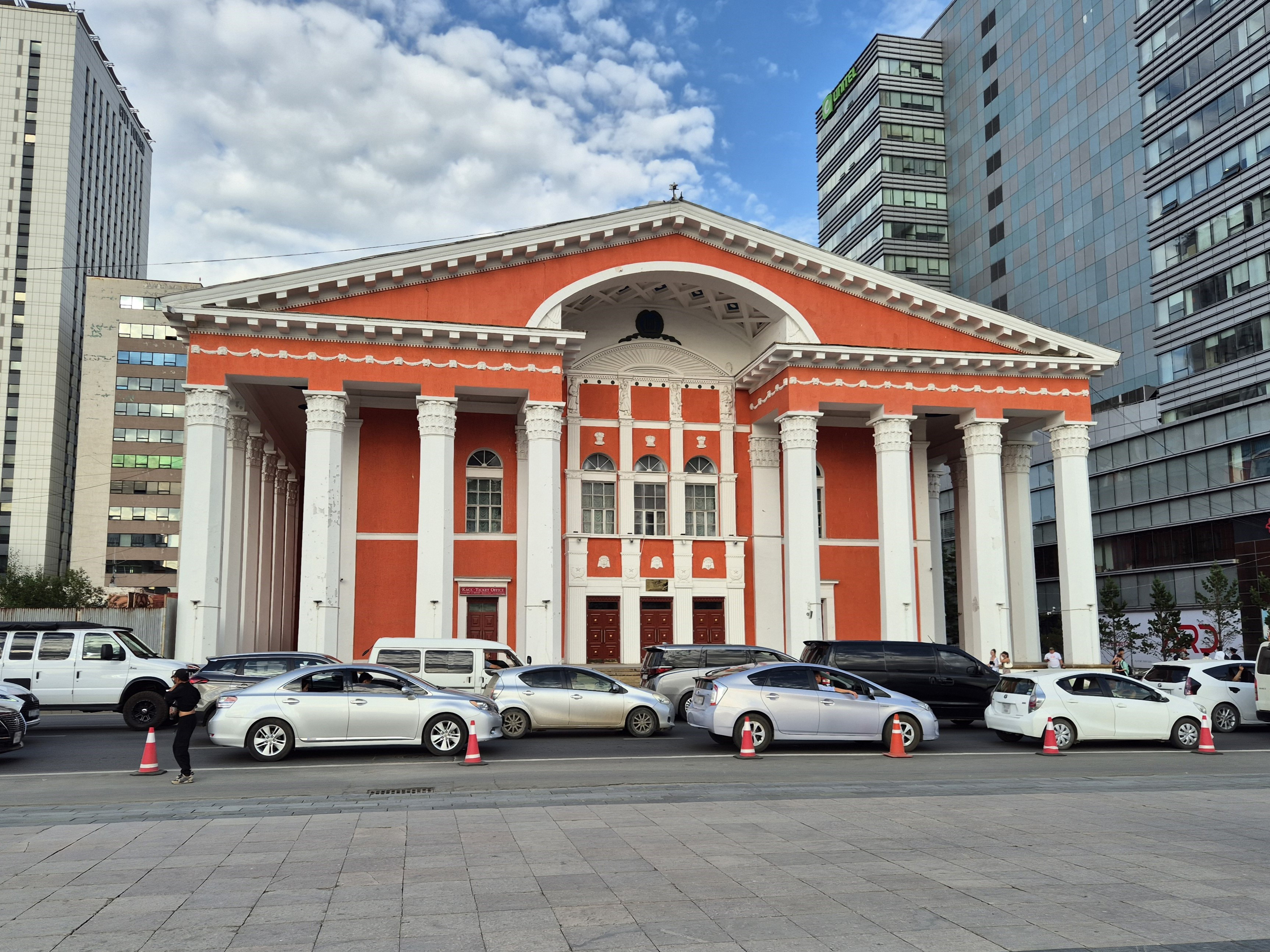
Le théâtre de l'Opéra et du Ballet de l’État de Mongolie.
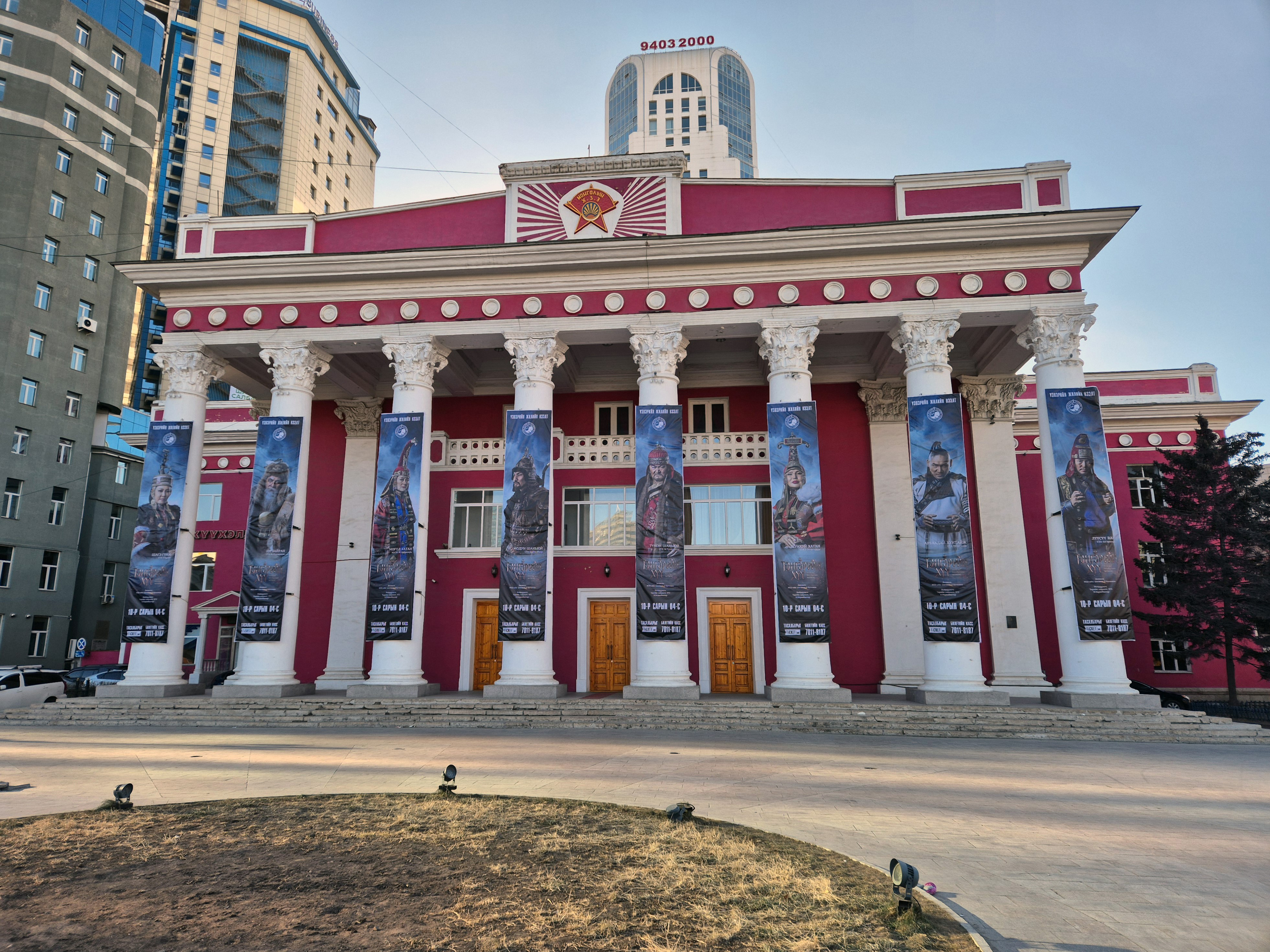
Le théâtre dramatique de l’État de Mongolie.
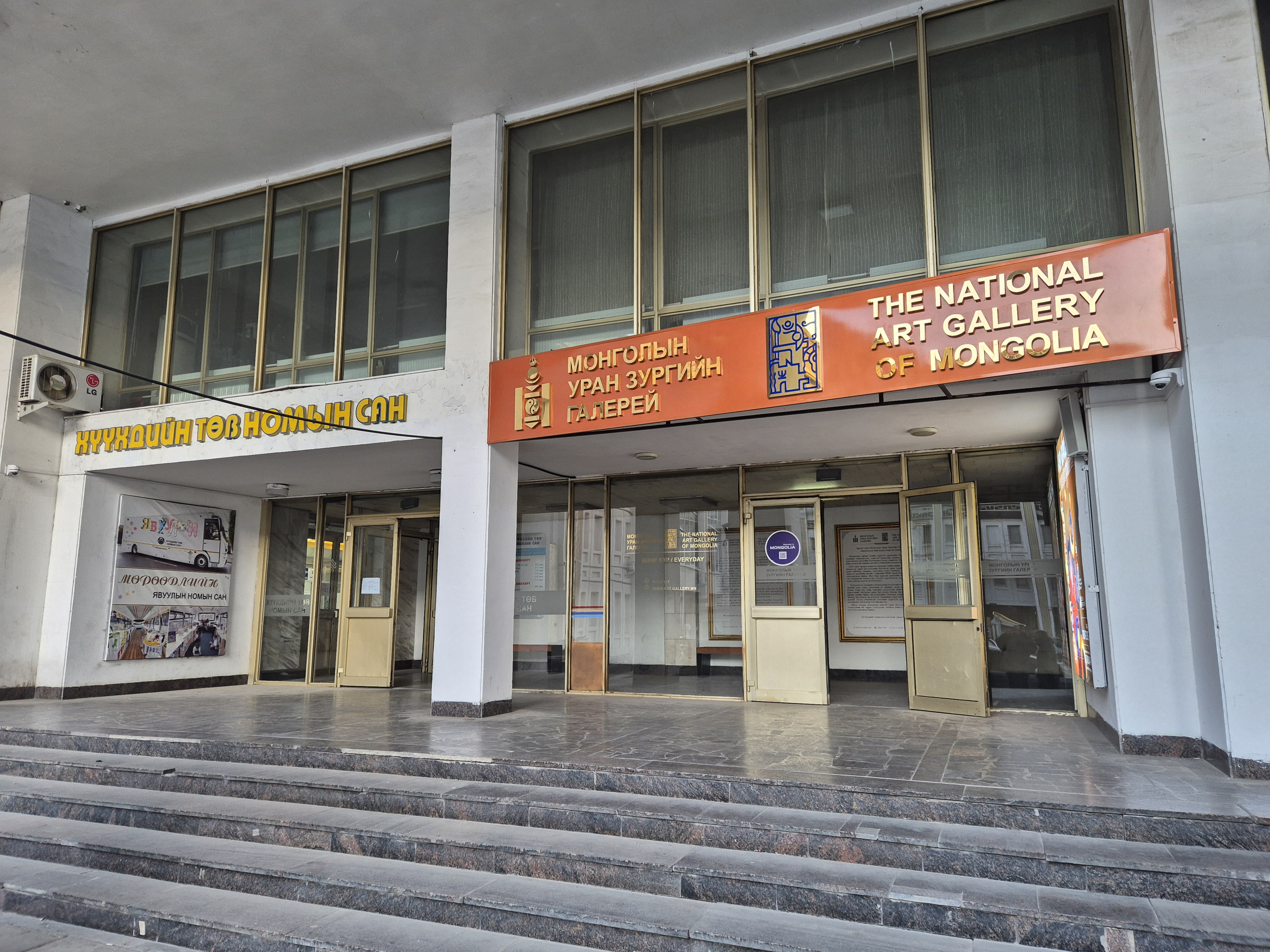
La Galerie nationale.

### Musées
- Le musée des beaux-arts Zanabazar

### Bibliothèques
Bibliothèque nationale de Mongolie (Монгол Улсын Үндэсний Номын Сан) a été fondée le 19 novembre 1921 et se trouve à Oulan-Bator. Elle contient environ trois millions de livres dont un million de livres rares.

### Monuments
- Mausolée de Sükhbaatar (Сүхбаатарын бунхан), érigé en l'honneur de Damdin Sükhbaatar, héros de la révolution, mort en 1923 en prison sous le khanat Bogdo de Mongolie, construit deux ans après la mort de celui-ci, en 1925 et était situé sur la place Sûkhbaatar (Чингисийн талбай), place centrale d'Oulan-Bator. En 2005, la place a été renommée place Gengis Khan (Чингисийн талбай) et le mausolée déplacé dans un cimetière à l’extérieur de la ville et remplacé par une statue de Gengis Khan.
- Cathédrale Saints-Pierre-et-Paul, construite par l'architecte serbe Predak Stupar, et consacrée en 2003 par le cardinal Crescenzio Sepe ; sa forme rappelle celle d'une yourte.
- Église de la Sainte-Trinité.

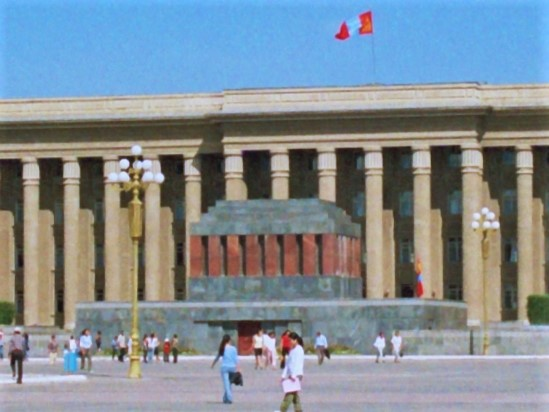
Le mausolée de Sükhbaatar.
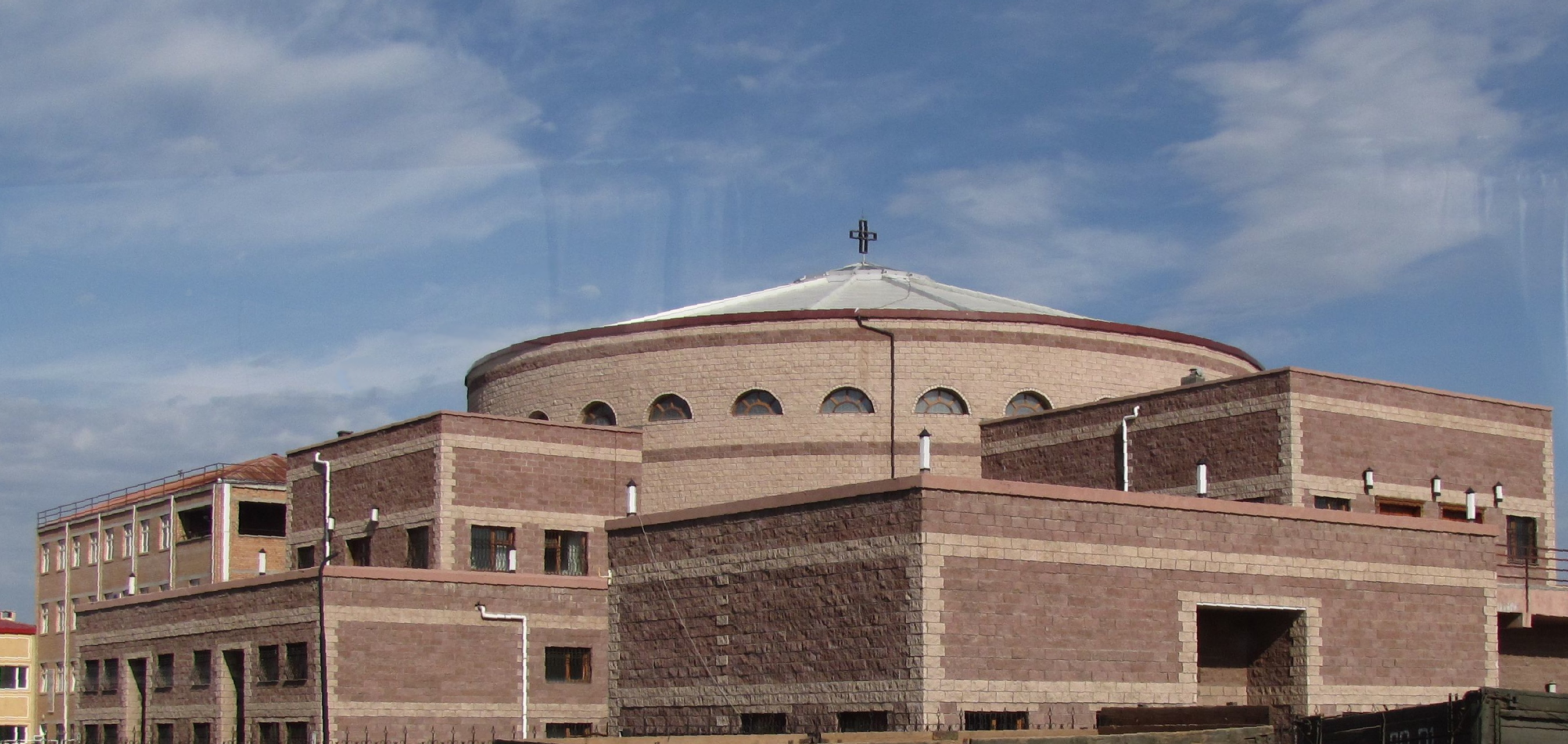
La cathédrale Saints-Pierre-et-Paul.

### Prison d'Urga

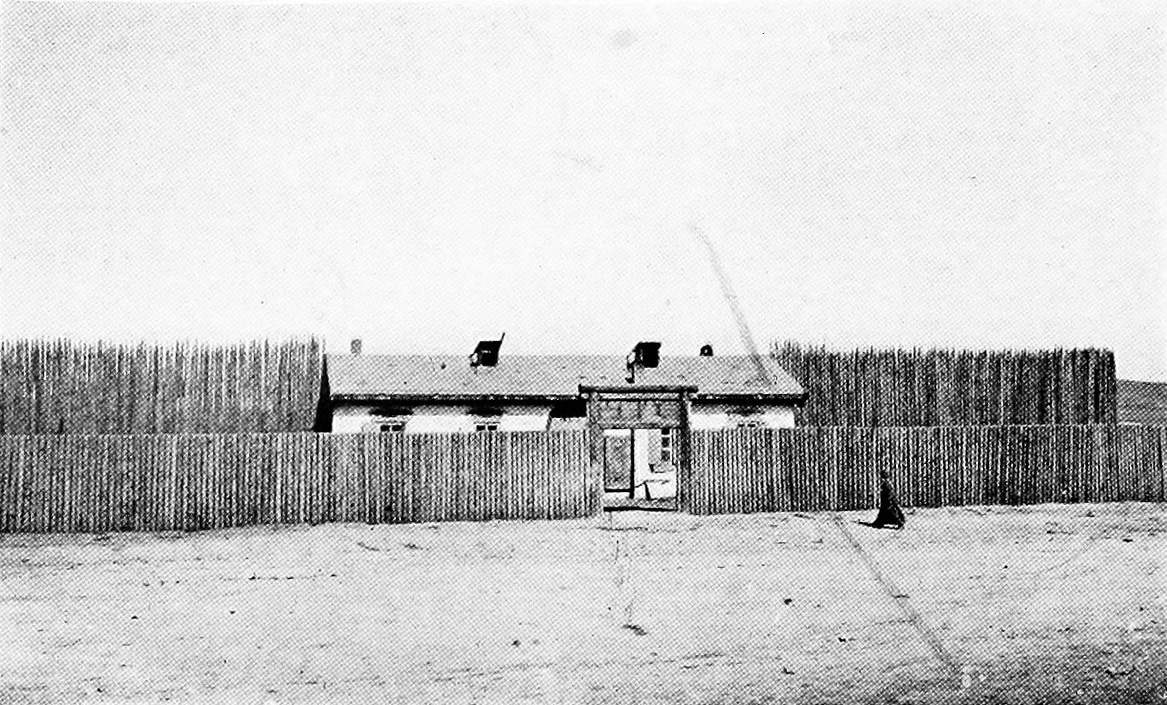
La prison d'Urga.

La prison d'Urga a existé au moins jusque dans les années 1910, selon plusieurs explorateurs de l'époque tels que John Hare (en), Roy Chapman Andrews ou encore Beatrix Bulstrode,,, qui en fait état dans son œuvre A Tour in Mongolia. Les conditions de vie des prisonniers sont décrites comme « effroyables » ; ils étaient en effet enfermés dans des boîtes en bois de quelques pieds de longueur, avec un trou pour respirer et faire passer de la nourriture,,,,.

## Culture

### Salon du livre
Le salon (aussi dénommé foire) du livre d'Oulan-Bator est organisée chaque année en mai et en septembre. Plus de 300 auteurs, 120 maisons d'édition et organisations apparentées participent à cet événement organisé par le département culturel de la ville et le ministère de l'Éducation.
Ce salon permet aux lecteurs de se familiariser avec les derniers livres, de rencontrer des auteurs, d'assister à leurs conférences, de se mettre en réseau et d'élargir leurs expériences culturelles du livre,,.

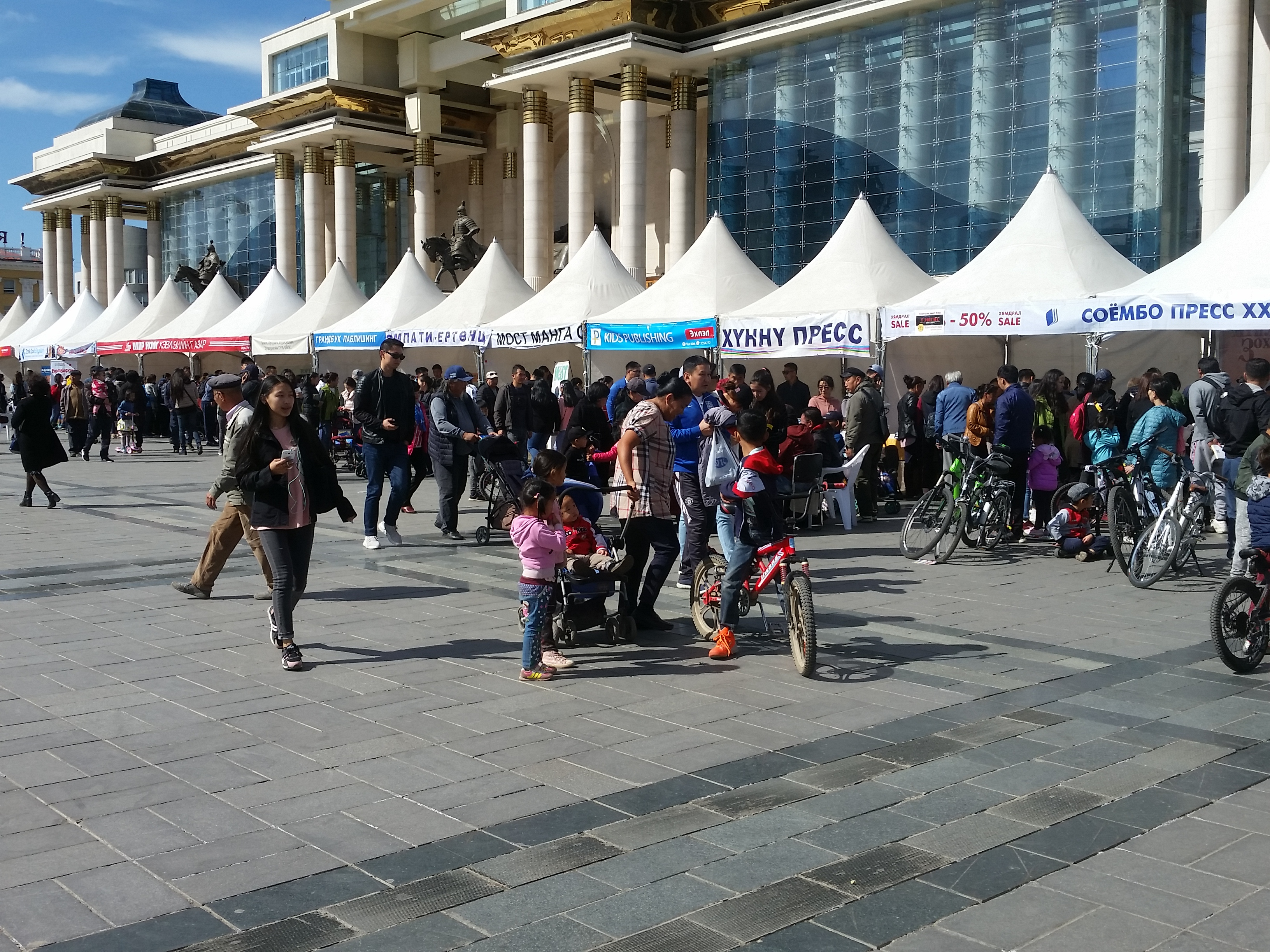
Plusieurs des stands au Salon du livre d'Oulan-Bator.
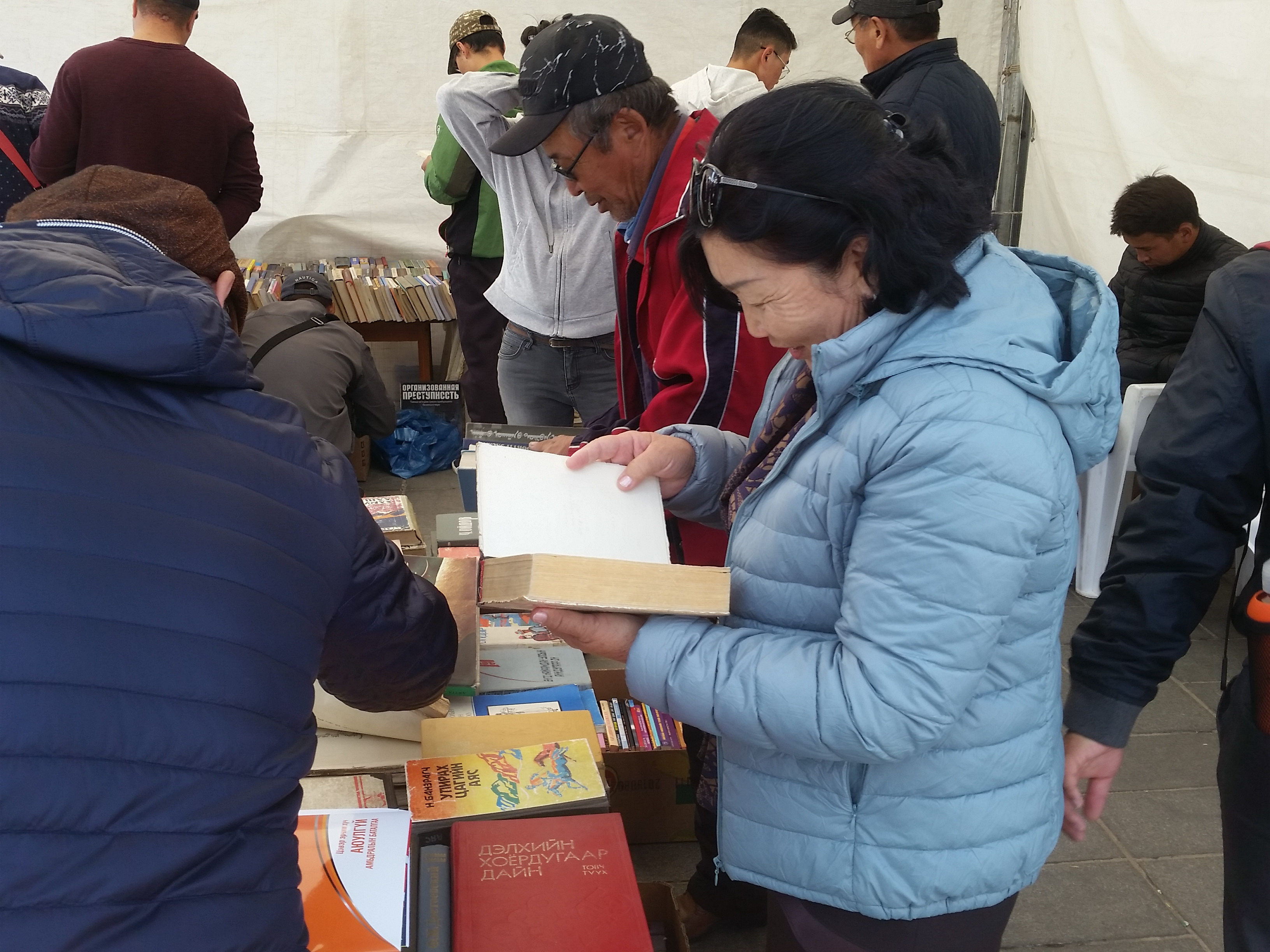
Des lecteurs examinant des livres.
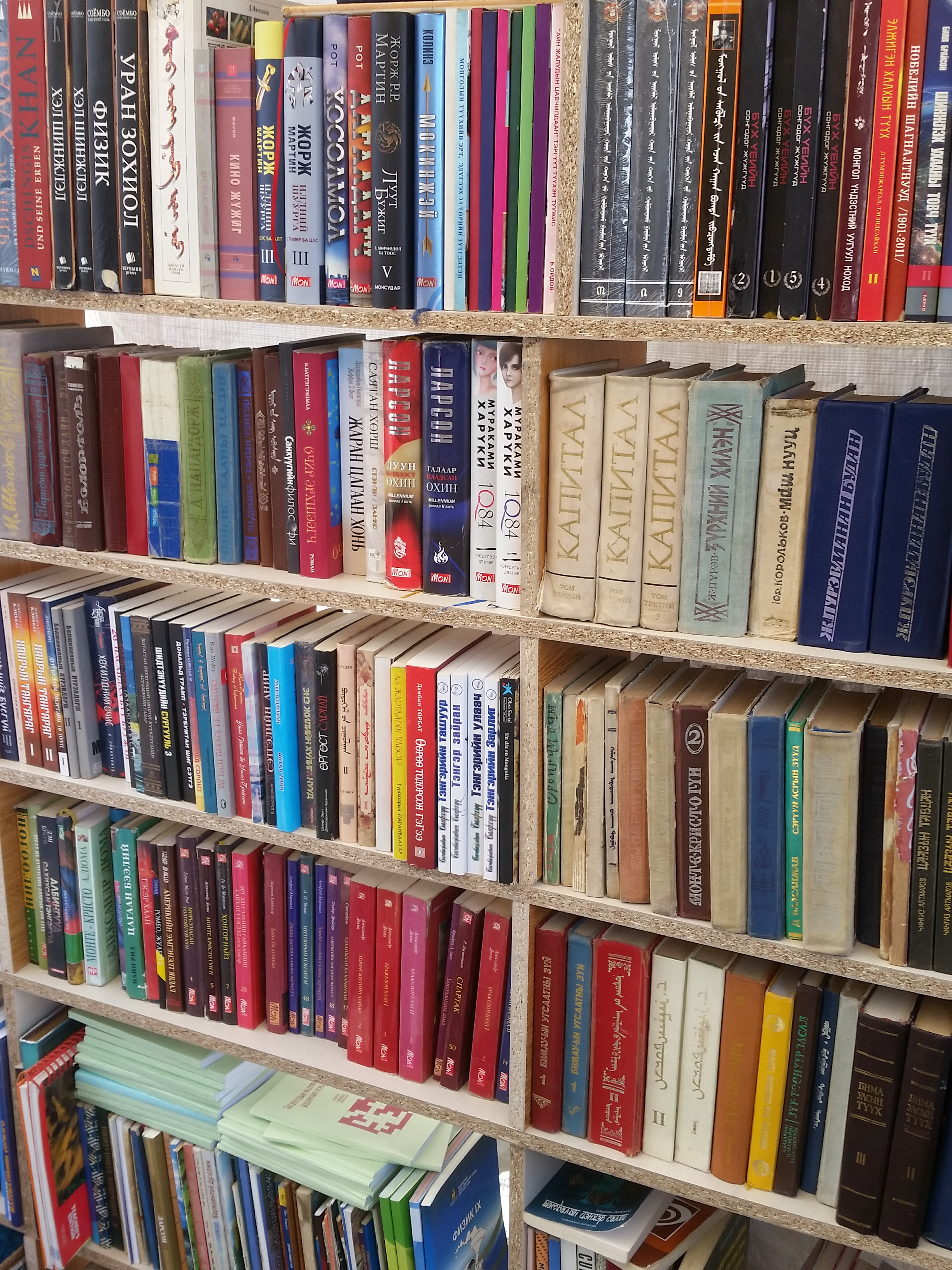
Pendant la foire, des ventes et des échanges de livres anciens ont également lieu.
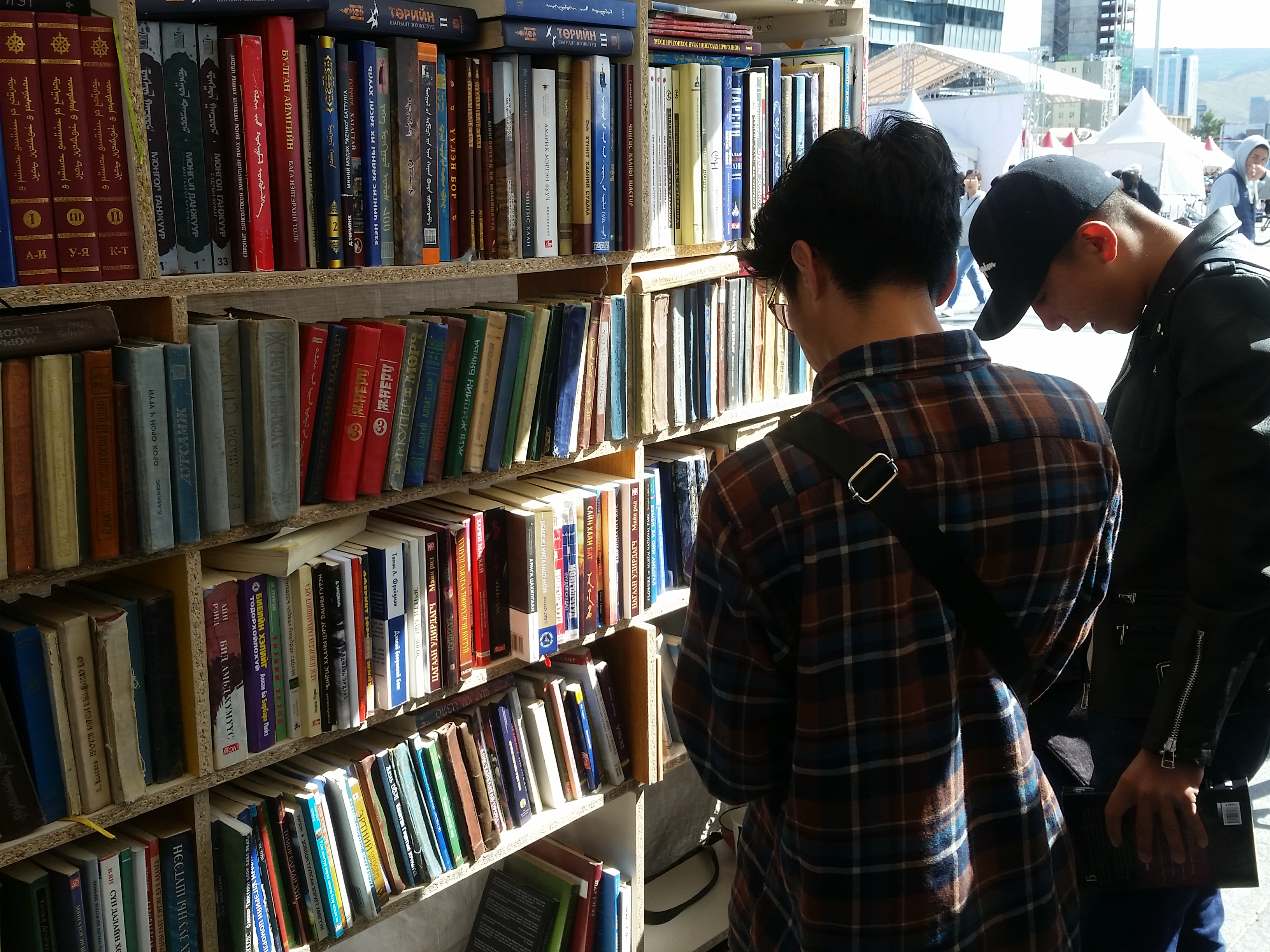
Des lecteurs consultant des livres.
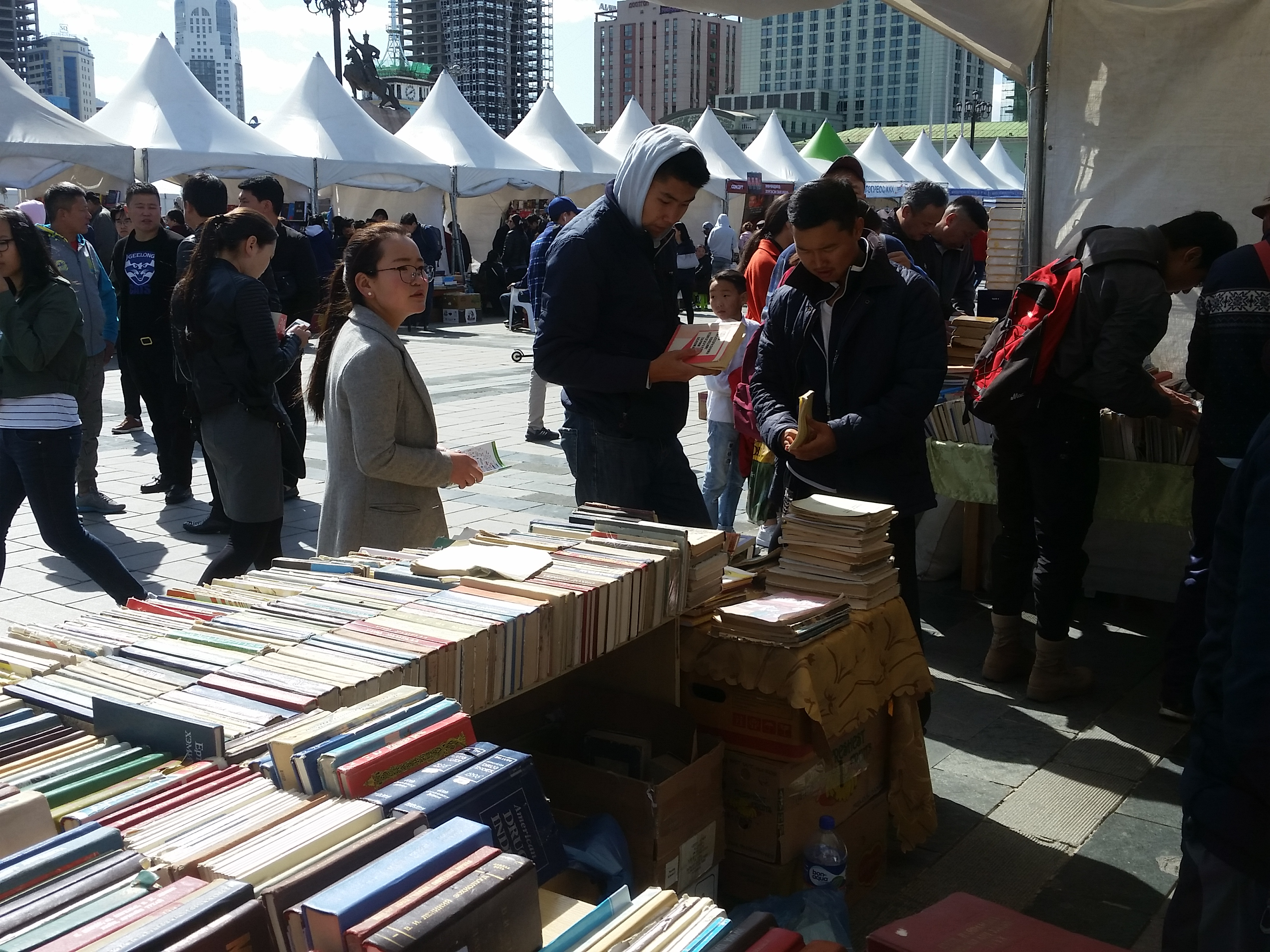
Des lecteurs et des livres.

## Jumelages
| Ville | Ville             | Pays | Pays                         | Période                     |
| ----- | ----------------- | ---- | ---------------------------- | --------------------------- |
|       | Adana             |      | Turquie                      |                             |
|       | cité de Leeds     |      | Royaume-Uni                  |                             |
|       | Colombo           |      | Sri Lanka                    |                             |
|       | Delhi             |      | Inde                         |                             |
|       | Denver            |      | États-Unis                   |                             |
|       | Gaziantep,        |      | Turquie                      | depuis le 25 septembre 2010 |
|       | Irkoutsk          |      | Russie                       |                             |
|       | Krasnoïarsk       |      | Russie                       | depuis 2003                 |
|       | Maardu            |      | Estonie                      |                             |
|       | New Delhi         |      | Inde                         |                             |
|       | Oakland           |      | États-Unis                   |                             |
|       | Oulan-Oudé        |      | Russie                       | depuis 2000                 |
|       | Pékin             |      | Chine                        |                             |
|       | Saint-Pétersbourg |      | Russie                       | depuis 2014                 |
|       | Séoul             |      | Corée du Sud                 |                             |
|       | Taipei            |      | République de Chine (Taïwan) | depuis 1997                 |
|       | Tianjin           |      | Chine                        |                             |

## Personnalités liées à la ville
- Asashōryū Akinori (1980-), maître de sumo
- Enkhbatyn Badar-Uugan (1985-), boxeur
- Byambasuren Davaa (1971-), réalisatrice
- Nambaryn Enkhbayar (1958-), personnalité politique
- Otgonbayar Ershuu (1981-), artiste
- Harumafuji Kōhei (1984-), maître de sumo
- Sanjaasuren Oyun (1964-), personnalité politique
- Hakuhō Shō (1985-), maître de sumo
- Yanjaa (1993-), sportive de la mémoire
- Ukhnaagiin Khürelsükh (1968-), homme politique mongol
- Terunofuji Haruo (1991-), lutteur de sumo

## Littérature
Le polar de Ian Manook (Patrick Manoukian), Yeruldelgger, se déroule en grande partie à Oulan-Bator.

## Galerie

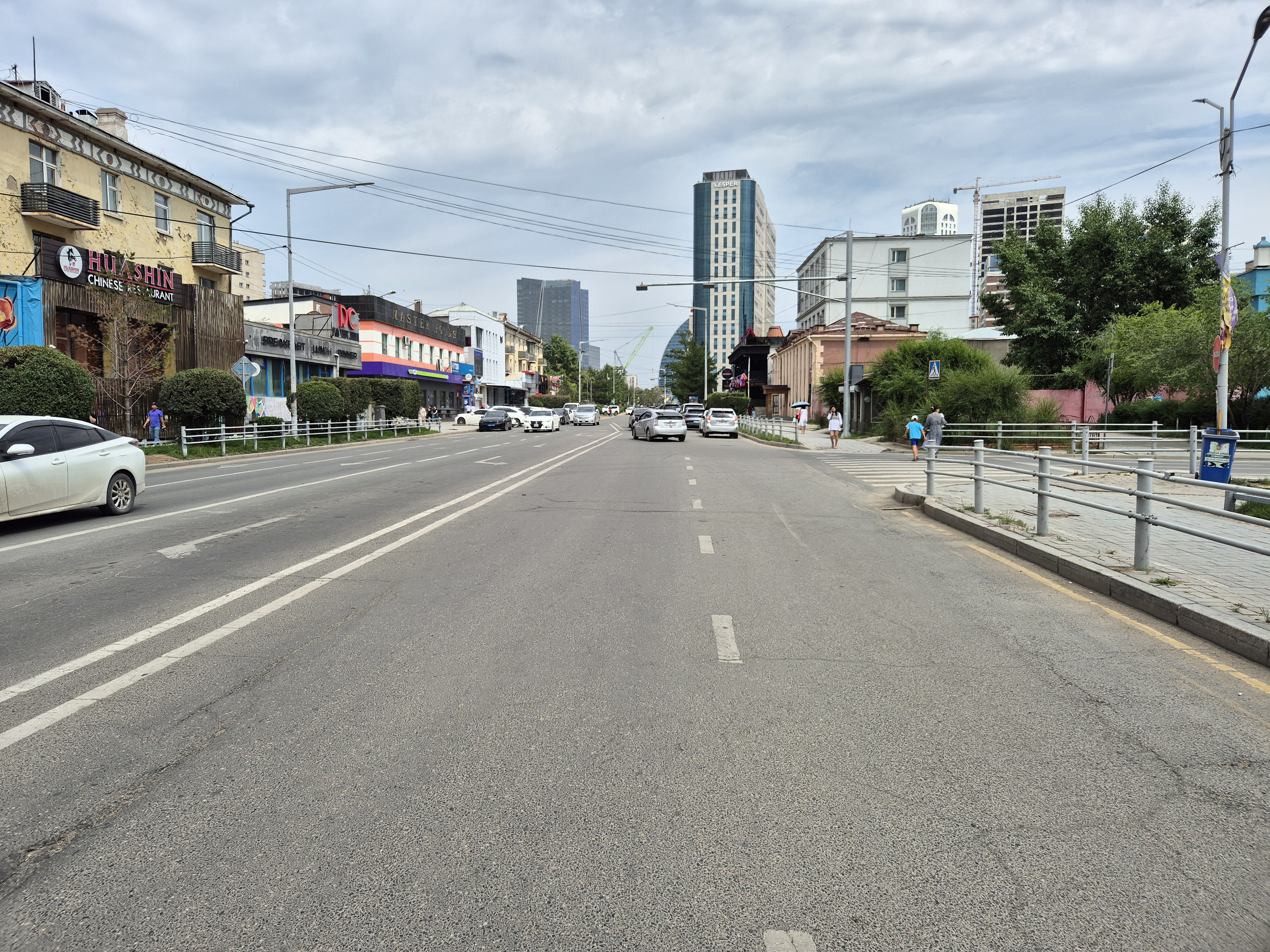
Grande artère principale.
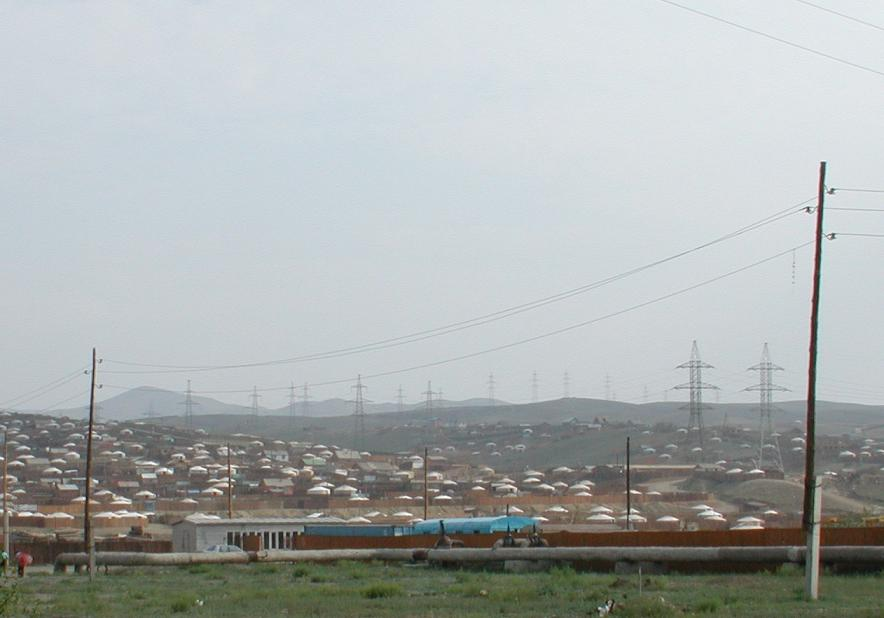
Yourtes dans la banlieue.
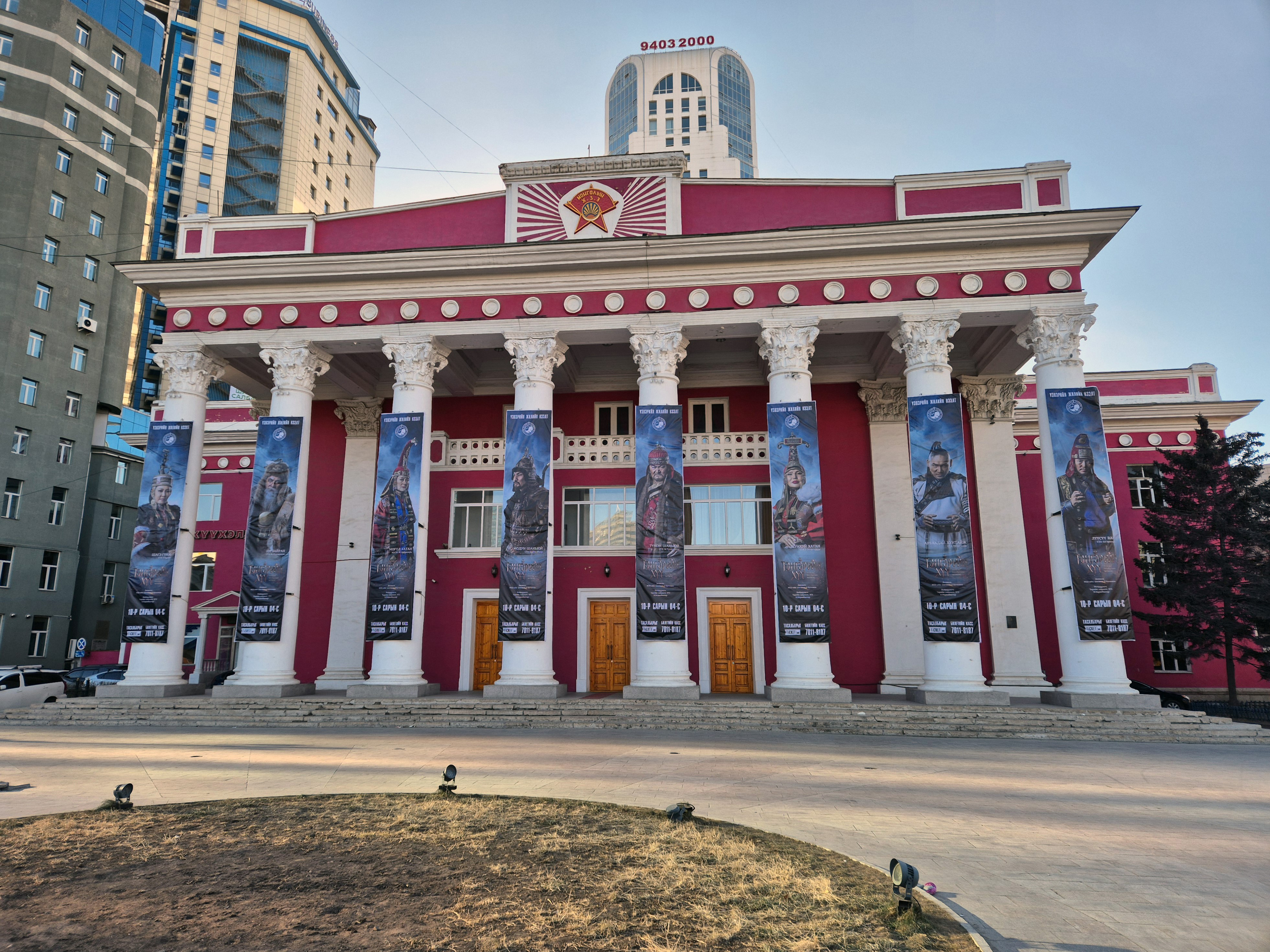
Théâtre national académique d'Oulan-Bator.
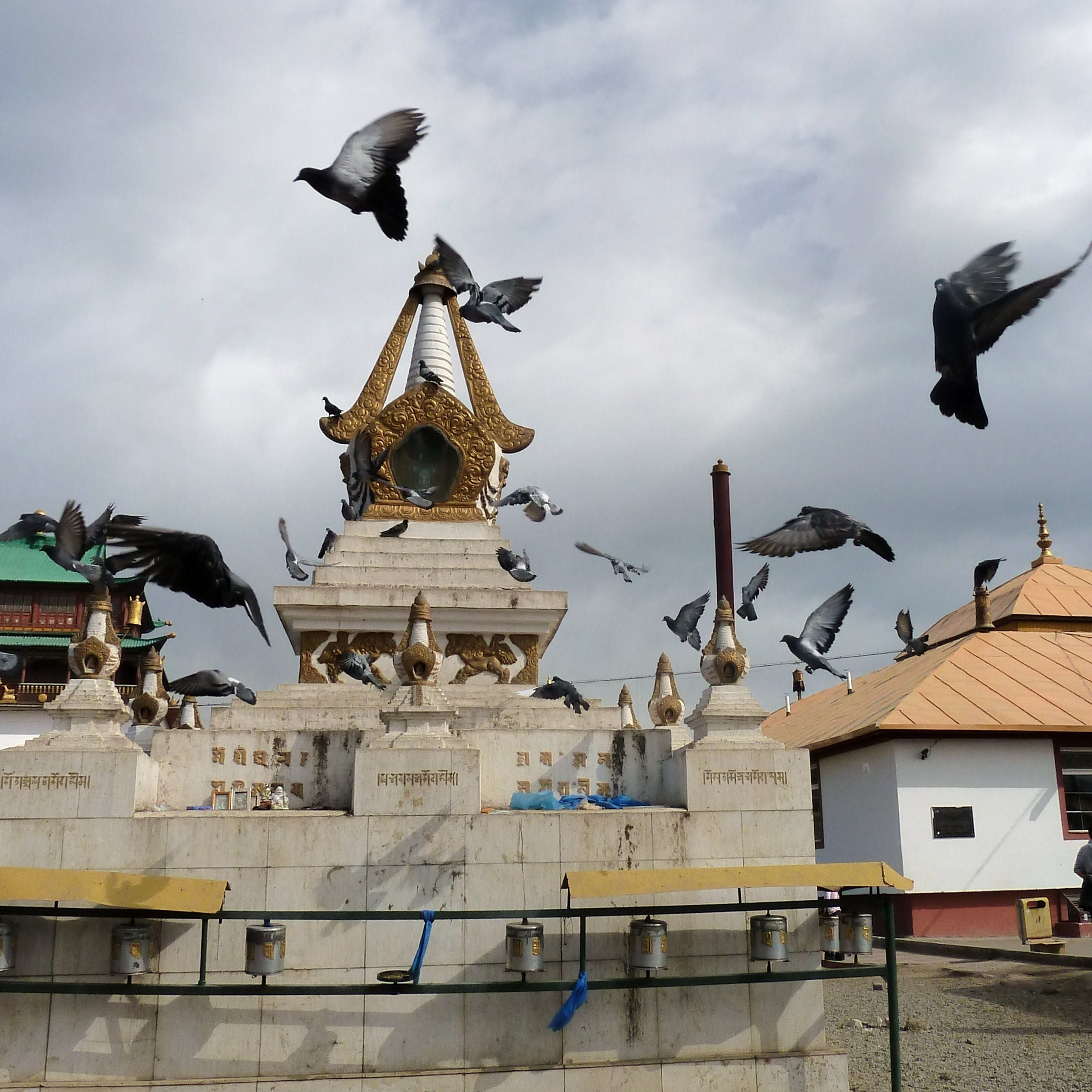
Centre bouddhiste Gandantegchinleng Khiid.
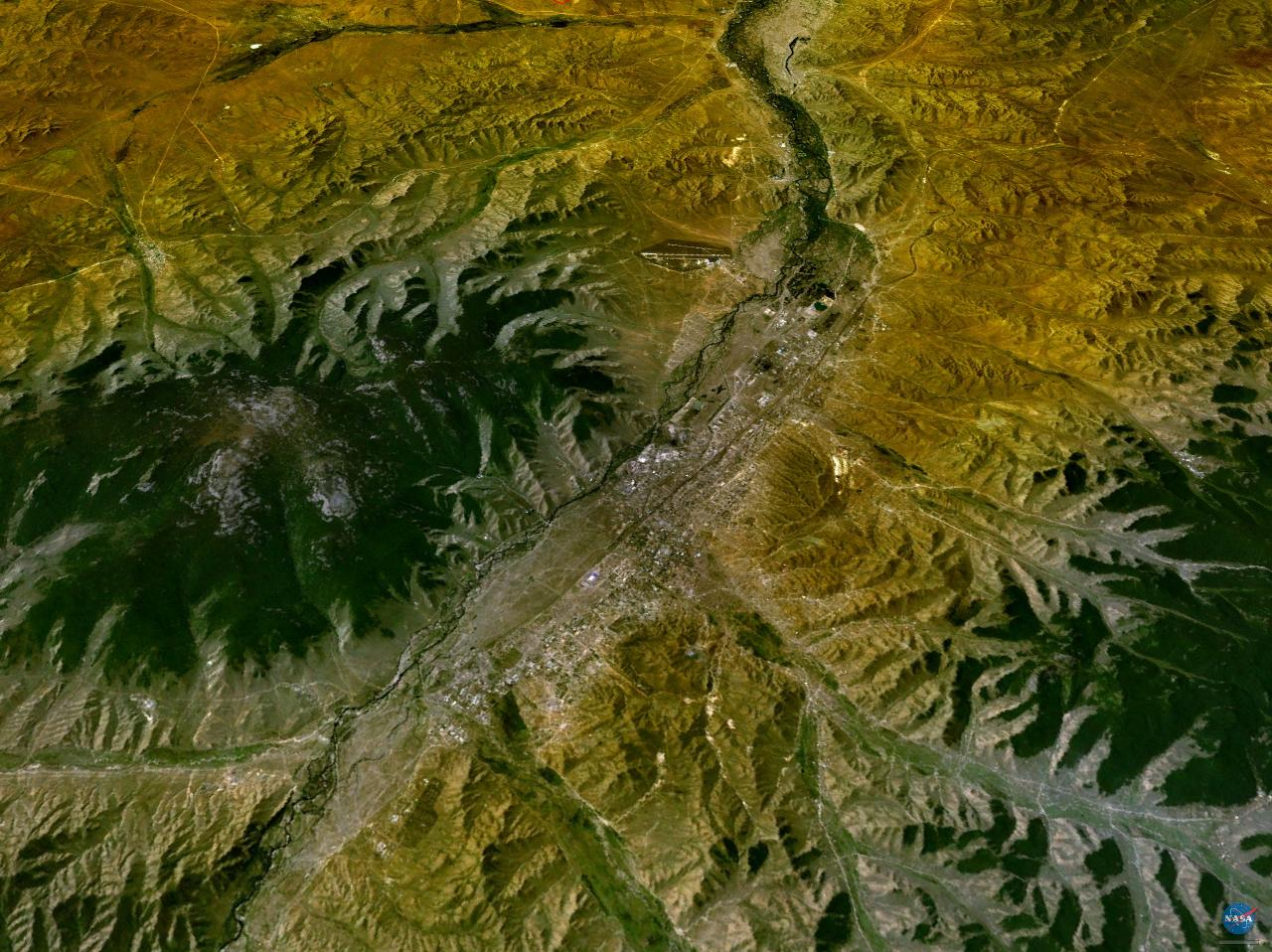
Image satellite du bassin de la rivière Toula traversant Oulan-Bator.